# Velencei–török háború (1570–73)
A negyedik velencei–török háború vagy ciprusi háború 1570 és 1573 között zajlott az Oszmán Birodalom és a Velencei Köztársaság, illetve utóbbi szövetségesei, a Szent Liga között. Az 1571-es Szent Liga a pápa kezdeményezésére jött létre Spanyolország (és hűbéresei, a Nápolyi és Szicíliai Királyság), a Genovai Köztársaság, A Savoyai Hercegség, a Toszkánai Nagyhercegség, néhány kisebb itáliai állam és a Máltai lovagrend csatlakozásával.
A háború a velencei fennhatóság alatt lévő Ciprus török megszállásával kezdődött. A túlerőben lévő törökök gyorsan elfoglalták a sziget fővárosát, Nicosiát és a többi várost is, csak Famagusta maradt velencei kézen. Az erősítés késett és Famagusta végül 1571 augusztusában, 11 hónapos ostrom után elesett. Két hónappal később a lepantói csatában az egyesített keresztény flotta megsemmisítette a török hajóhadat, de előnyüket képtelenek voltak kihasználni. A törökök új flottát építettek, Velence pedig kénytelen volt különbékét kötni, elismerve Ciprus elvesztését.

## Előzmények
Ciprus 1489 óta volt velencei uralom alatt és Krétával együtt a Serenissima Repubblica legfontosabb földközi-tengeri birtokát képezte. A 16. század közepén lakosainak száma 160 ezer körül volt. Fekvésénél fogva ellenőrizni lehetett róla a levantei kereskedelmet; emellett cukornád- és gyapotültetvényei is jelentékeny profitot termeltek. Birtoka biztonsága érdekében Velence évi 8 ezer dukátot fizetett Egyiptom mameluk szultánjainak, majd azok 1517-es bukása után az Oszmán Birodalomnak. A sziget stratégiai fekvése a törökök anatóliai hátországa és az újonnan meghódított Levante és Egyiptom között azonban az oszmán terjeszkedés magától értetődő célpontjává tette Ciprust. Ezenkívül a velencei hatóságok menedéket adtak a török kereskedőket és mekkai zarándokokat zaklató keresztény kalózoknak, amely felkeltette a szultán haragját. 
1568-ban a törökök lezárták az osztrákokkal vívott elnyúló háborút és erőik felszabadultak Ciprus meghódítására, amit II. Szelim szultán még 1566-os trónra lépése előtt elsődleges céljául tűzött ki. Egyes pletykák szerint ebben szerepet játszott a ciprusi borok iránti vonzalma is. A kortársak szerint azonban a háború legfőbb proponálója Jaszef Nasszi (João Micas), egy portugál zsidó volt, aki a szultán közeli barátja volt és akit az uralkodó Naxosz hercegévé nevezett ki. Nasszi gyűlölte a velenceieket és abban reménykedett, hogy a sikeres hódítás után Szelim kinevezi Ciprus királyává. 

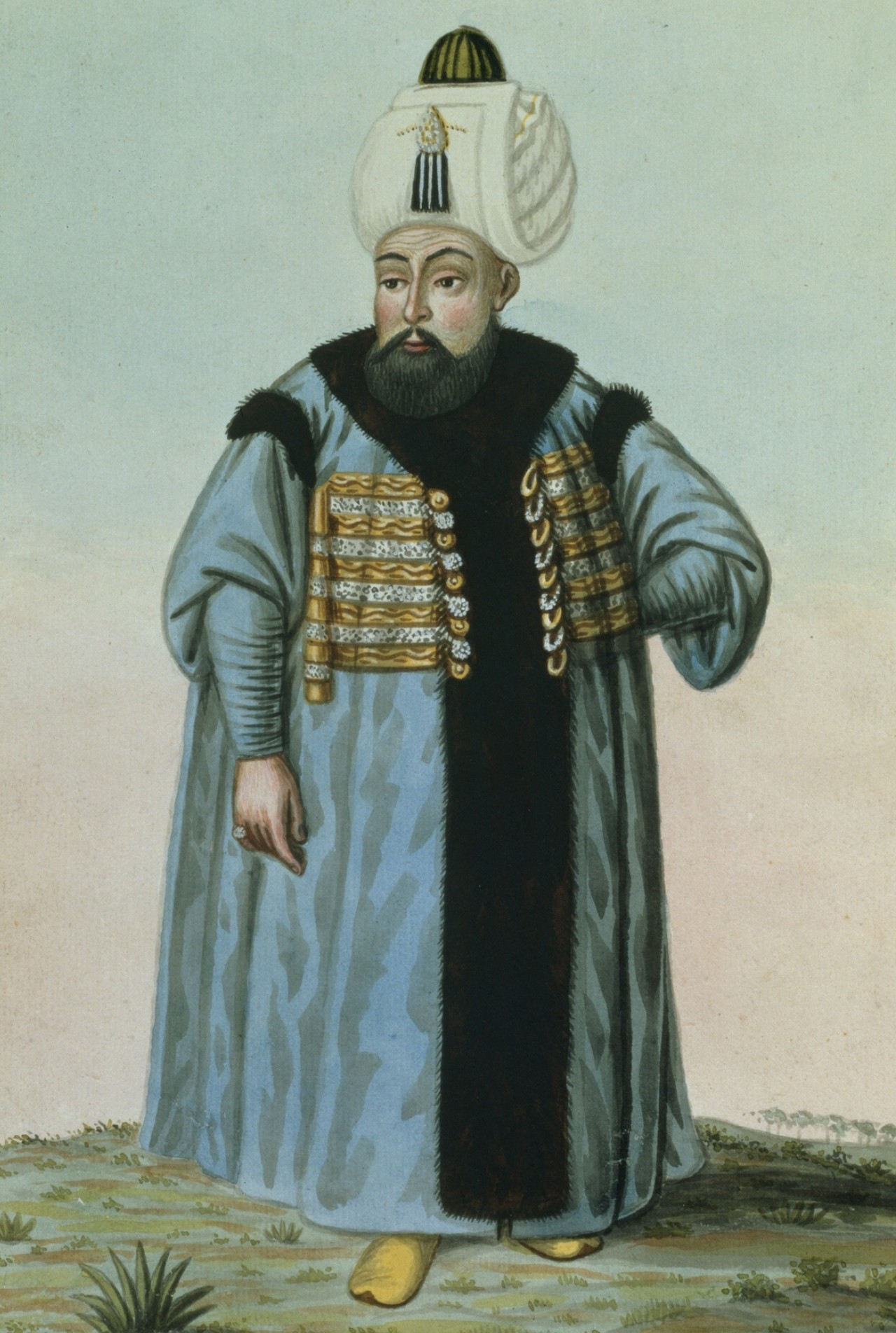
II. Szelim

A szultán korábban békeszerződést kötött Velencével, amelyet 1567-ben megújítottak. A sejk al-Iszlám (vallási bíró) azonban fatvájában mentesítette Szelimet a szerződés betartása alól, mert Ciprus "az iszlám korábbi földje" volt (rövid ideig a 7. században) és visszafoglalása a szultán szent feladatának minősült. A háborúhoz szükséges pénzt a keresztény ortodox egyház kolostori birtokainak elkobzásából és eladásából teremtették elő. A partraszálló erők parancsnokául a szultán régi tanítómesterét, Lala Musztafa pasát nevezték ki. A hadiflotta kapudan pasája a tapasztalatlan Müezzinzade Ali lett, aki a tehetséges Pijale pasát tette meg segítőjévé. 
A török szándékokkal a velenceiek is tisztában voltak. 1564-65-ben az oszmán készülődések hatására kitört a pánik, de a flotta célpontja akkor Málta volt. 1567-től kezdődően aggódva figyelték a török flotta erősödését és nem kerülte el figyelmüket, hogy amikor 1568 szeptemberében Jaszef Nasszi barátságos látogatásra érkezett Ciprusra, elsődleges célja inkább a védelem kikémlelése volt. Az 1560-as években a neves hadmérnök, Sforza Pallavicini segítségével megerősítették Ciprus, Kréta, Korfu és a többi velencei birtok erődítményeit, megnövelték a helyőrséget és az önellátás érdekében öntödét és lőpormalmot építettek Krétán és Cipruson. Ennek ellenére az általános vélemény az volt, hogy külső segítség nélkül Ciprus nem tud sokáig kitartani. Szinte minden oldalról oszmán területekkel volt körbevéve, Velence messze volt és a keresztény hatalmak, mint Spanyolország saját problémáikkal (németalföldi felkelés, moriszkó felkelés) voltak elfoglalva. A sziget ortodox keresztény, görög lakossága sem szívelte a brutálisan adóztató, elnyomó velenceieket és nem feltétlenül bánta volna a török fennhatóságot. 
1570 elején a konstantinápolyi bailo (követ), Marco Antonio Barbaro a török hadi készültség miatt üzenetet küldött Velencébe, miszerint a háború a küszöbön áll, mire sietve pénzt és katonákat küldtek Ciprusra és Krétára. Márciusban a szultán követséget küldött Velencébe és ultimátumban követelte Ciprus átadását. Bár voltak olyan vélemények, hogy a szigetért cserébe dalmáciai birtokokat és kereskedelmi privilégiumokat lehetne kialkudni, a Signoria végül, a keresztény országok segítségében bízva, elutasította az ultimátumot.

## Ciprus megszállása

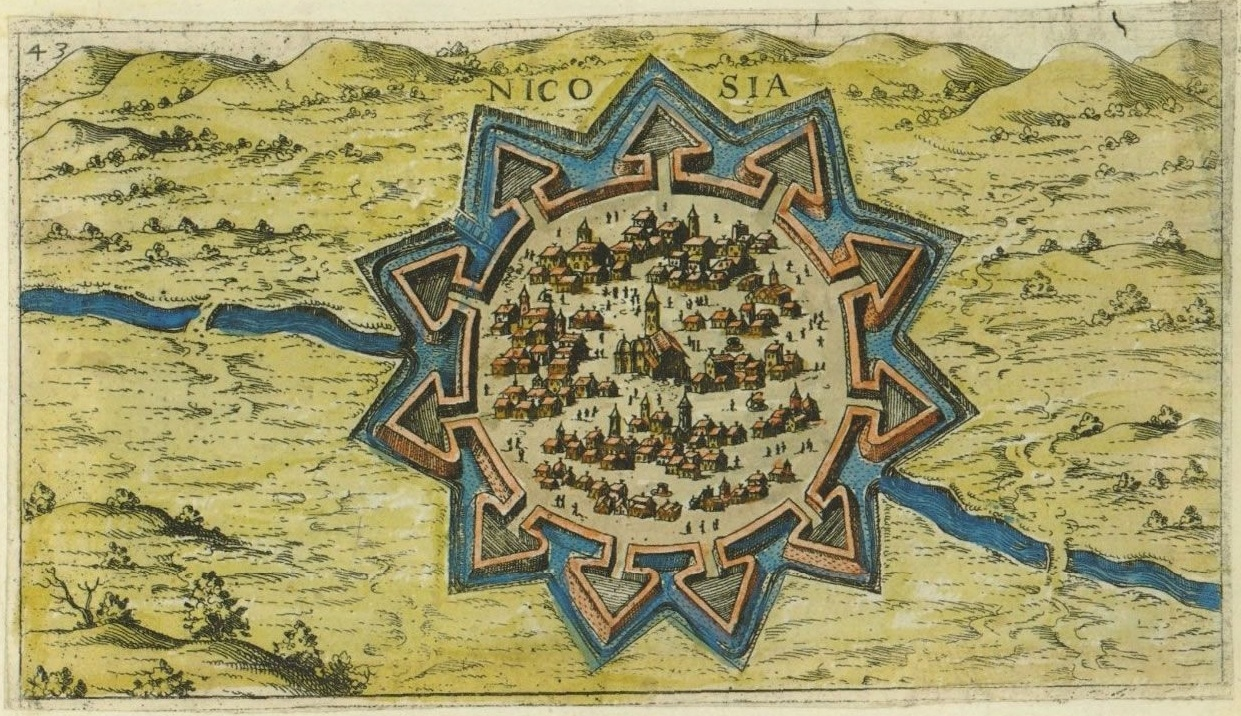
Nicosia erődítései 1597-ben

Június 27-én elindult a 350-400 hajóból és 60-100 ezer katonából álló inváziós haderő Ciprus ellen. Július 3-án szálltak partra Lárnaka mellett és a főváros, Nicosia felé indultak. A velenceiekben felmerült, hogy akadályozni kellene a partraszállást, de mivel a kudarc a teljes védőerő pusztulását jelentette volna és a török tüzérség fölényben volt, ezért inkább visszahúzódtak az erődökbe és várták az erősítést. Nicosia ostroma július 22-én kezdődött és hét hétig, szeptember 9-ig tartott. Az új típusú, olasz módszer szerint átépített erődítmények jól bírták az ágyúzást. A török utászok árkokkal védték az ostromlókat és fokozatosan feltöltötték a várárkot, miközben munkájukat muskétatűzzel fedezték. Szeptember 9-ére elfogyott a védők muníciója és a 45. rohammal bevették a várost. Nicosia 20 ezer lakosából mindet lemészárolták a fiatal nők és a fiúk kivételével, akiket eladtak rabszolgának. A városban talált valamennyi disznót is leölték, mint tisztátalan állatokat. A keresztények (velenceiek, pápaiak, nápolyiak, spanyolok) Krétán gyűjtötték össze 200 hajóból álló felmentő flottájukat, de mikor Nicosia sorsáról értesültek, visszafordultak. 
Nicosia eleste után Kerínia erődje ellenállás nélkül megadta magát. Mire szeptember 15-én a török lovasok megjelentek az utolsó velencei kézben maradt város, Famagusta előtt, a keresztények vesztesége (beleértve a helybelieket is) halottakban és foglyokban elérte az 56 ezret. Famagustát Marcantonio Bragadin védte 8500 katonával és 90 ágyúval és eltökélte magát, hogy kitart a 200 ezer török és 145 ágyújuk ellen, amíg a pápa össze nem kovácsolja a törökellenes ligát. A következő hónapokban szultán hadmérnökei három mérföldes körzetben futóárkokat ástak és ideiglenes erődöket emeltek a város körül. A török flotta azonban képtelen volt teljesen blokád alatt tartani Famagustát, amely időnként utánpótlást kapott a tengerről. Miután januárban újabb hajóraj ért be a kikötőbe, Szelim visszarendelte Pijale pasát és Lala Musztafa egyedül maradt az ostromlók élén. Eközben Szokollu Mehmed pasa nagyvezír béketárgyalásokat kezdett Velencével, felajánlott egy kereskedőállomást Famagustában, ha a Signoria feladja Ciprust. Velencét azonban felbátorította Durazzo elfoglalása és a Szent Liga szerveződése és visszautasította az ajánlatot. Famagusta védői egészen 1571. augusztus 1-ig tartották a várost, de mikor lőszerük és élelmük elfogyott, megadták magukat. Famagusta ostromában 50 ezer török veszett oda. A megadás feltételeként a védők békében elvonulhattak, de miközben Bragadin átadta a kiürített várost, Lala Musztafa azzal vádolta, hogy megölette a török hadifoglyokat és levágta a fülét és orrát, majd börtönbe vettette. A velencei kapitányt ezután megkínozták és elevenen megnyúzták, majd a pasa szalmával kitömött bőrét elküldte a szultánnak.

## A Szent Liga

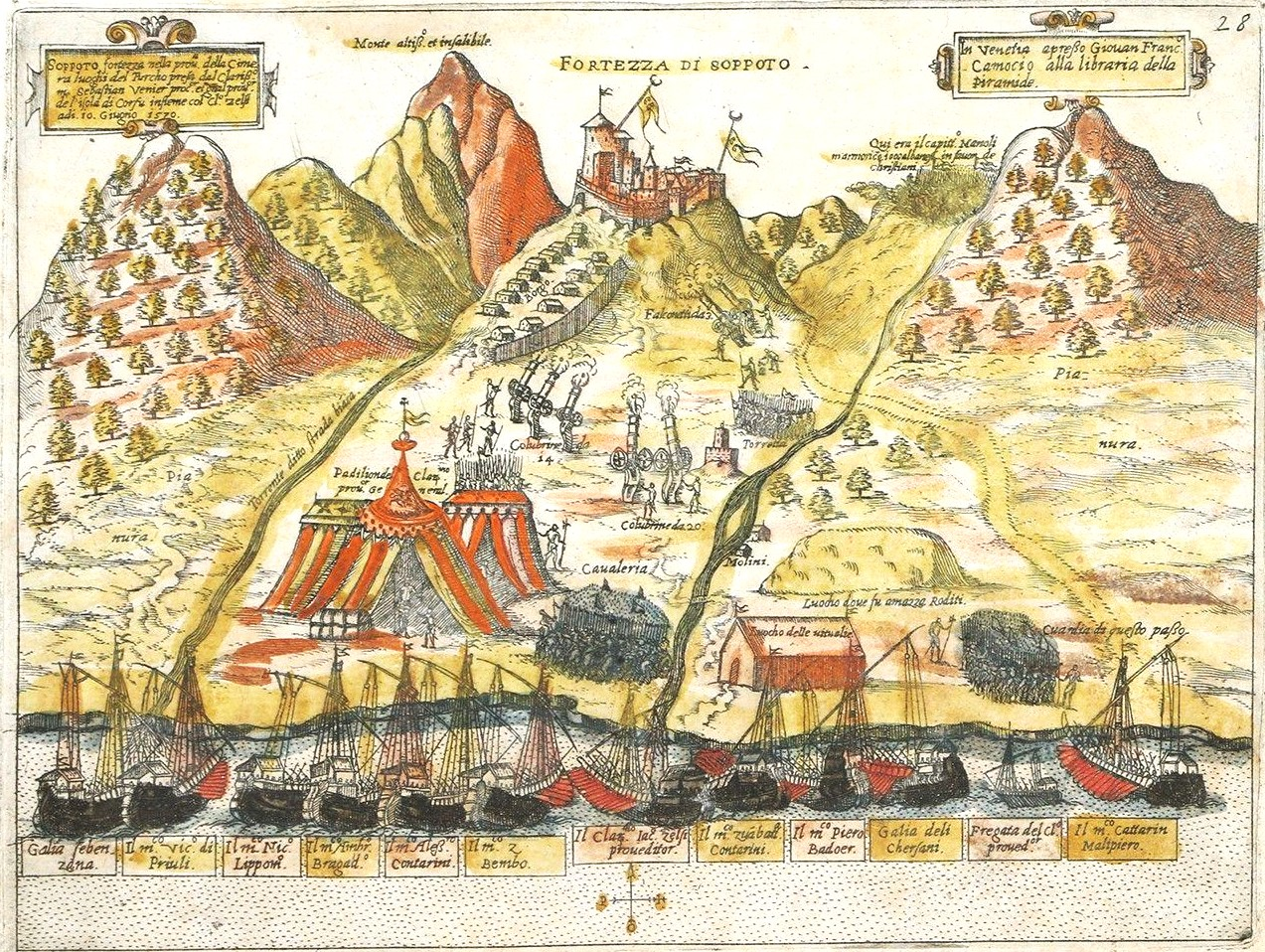
Sopot várának ostroma 1570. junius 27-én

Az ostrom ideje alatt Velence igyekezett szövetségeseket találni. A német-római császár éppen azelőtt fejezett be egy véres háborút a törökökkel és nem szívesen szegte meg a békeszerződést. A franciák hagyományosan barátságban voltak a szultánnal és inkább a spanyolokat tekintették ellenségüknek; a lengyelek pedig Moszkvával hadakoztak Livóniában. A spanyol király, a Mediterráneum legerősebb keresztény hatalma még emlékezett arra, hogy Velence nem nyújtott segítséget Málta 1565-ös ostromakor. II. Fülöp egyébként is inkább az észak-afrikai berber államokat semlegesítette volna. A közös flotta 1570-es kudarcában nagy szerepet játszott a spanyolok vonakodása és a genovai Doria admirális sem szívesen kockáztatta hajóit. Végül V. Piusz pápa fáradhatatlan közvetítésével 1571. május 15-én összeállt a Szent Liga, amely 200 hadi- és 100 teherhajót, valamint 50 ezer katonát ígért a törökök ellen. A spanyolok közreműködéséért cserébe Velence megígérte segítségét Észak-Afrikában.  
A keresztény flotta Messinában gyűlt össze, ahová augusztus 23-án érkezett meg a parancsnok, Don Juan de Austria. Don Juannak sok problémája volt a egymással bizalmatlan szövetségesek (különösen a velenceiek és genovaiak) összebékítésével. Végül úgy oldotta meg a helyzetet, hogy szétbontotta a szövetséges flottákat és összevegyítette a különböző nemzetiségű hajókat. A flotta jobbszárnyát Doria vezette, a zöm parancsnokságát Don Juan megtartotta magának, a balszárnyat pedig a velencei Agostino Barbarigo kapta (a tartalék a spanyol Alvaro de Bazan parancsnoksága alá került). A hajóhad szeptember 16-án hagyta el Messinát és tíz nappal később érkeztek Korfura, ahol hírét vették Famagusta elestének. A török flotta ekkor Müezzinzade Ali pasa parancsnoksága alatt a Korinthoszi-öböl bejáratánál, Lepantónál horgonyzott.

## A lepantói csata

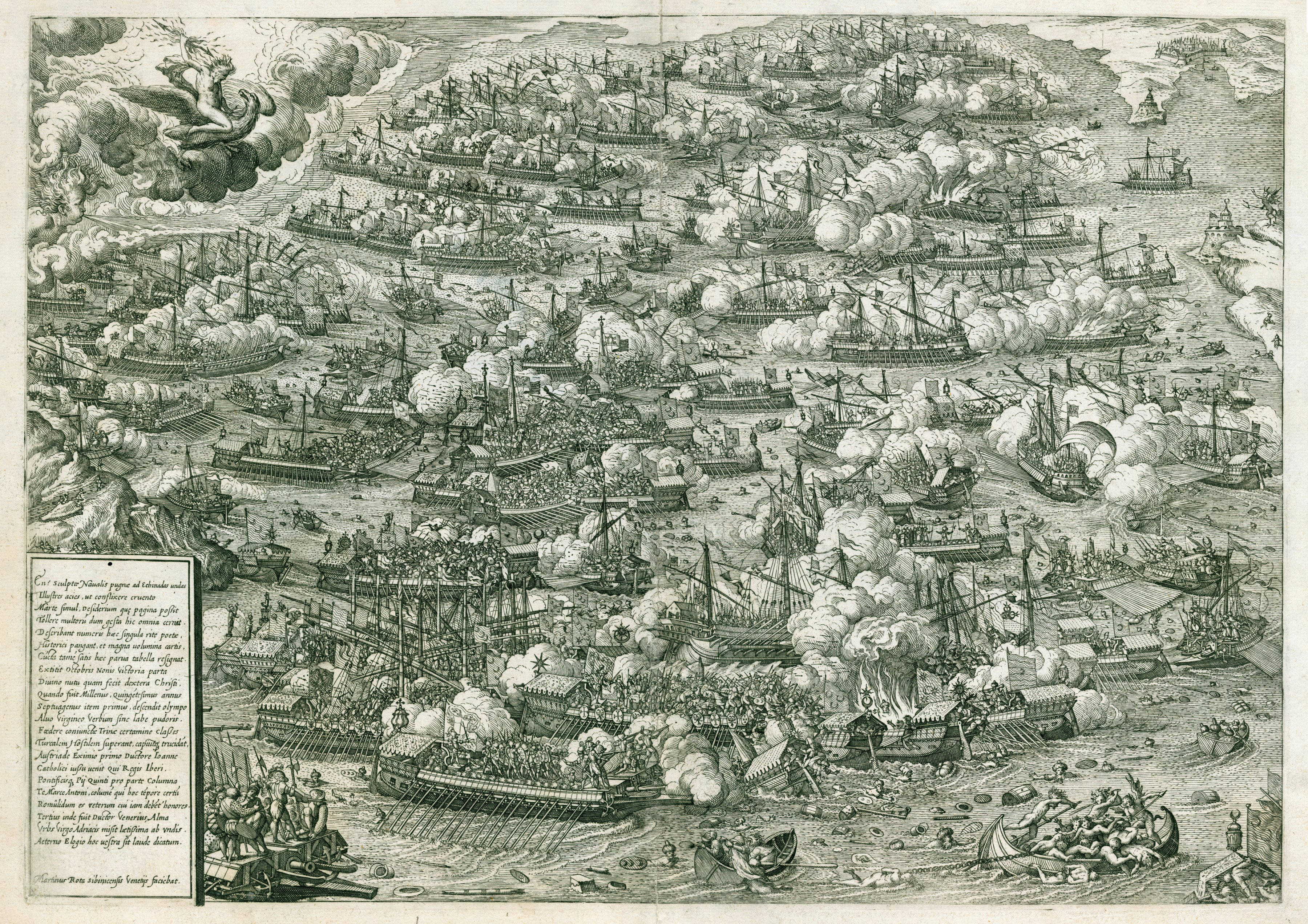
A lepantói csata (1572-es ábrázolás)

Mindkét fél döntő csatára törekedett, amelyhez becslések szerint a Földközi-tenger hadigályáinak 70-90%-át gyűjtötték össze. Egyik oldal sem volt döntő fölényben: a török flotta nagyobb volt (300 hajó 200 ellenében), de a keresztények hajói erősebbek, ágyúval jobban ellátottak voltak. Mindkét hajóhadnál kb. 30 ezer ember szolgált és az ágyúkban mutatkozó hátrányát a török flotta nagyszámú íjászával kompenzálta. A hajóhadak október 7-én csaptak össze a lepantói csatában, melyben a keresztények hatalmas győzelmet arattak, gyakorlatilag elpusztították a szultán flottáját, 25-35 ezer katonáját megölték és 12 ezer keresztény gályarabot kiszabadítottak. Az általános nézőpont szerint a csata volt az a fordulópont, amely a Földközi-tengerért vívott hosszas küzdelemben megtörte az 1538-as prevezai csata óta élvezett oszmán tengeri fölényt. A közvetlen hatás azonban minimális volt, a hidegre forduló téli időjárás megakadályozta, hogy a Szent Liga kiaknázza győzelmét, a törökök pedig sietősen pótolták elvesztett hajóikat. Eközben Velence érzékeny veszteségeket szenvedett Dalmáciában, Hvar szigetét végigpusztították a törökök. 
A háború addigi eredményét a nagyvezír így foglalta össze: "a keresztények megpörkölték a szakállamat, de én levágtam a karjukat. A szakállam visszanő. A kar (Ciprus) nem." A hencegő kijelentés és a hajók újjáépítése ellenére az oszmán flotta elvesztette tapasztalt tengerészei döntő többségét, ráadásul a velenceiek és a spanyolok kivégezték foglyaikat, hogy ez a veszteség maradandó legyen. A hat évvel korábbi máltai, majd a lepantói vereség eredményeképpen a Földközi-tenger két, egy keleti török ellenőrzésű és egy nyugati spanyol-olasz részre oszlott. 
A következő évben, míg a spanyolok meg nem érkeztek keletre, a Kilidzs Ali pasa vezette 200 hajós török flotta fölényben volt a Liga többi tagjával szemben. A pasa ennek ellenére nem támadott, tudatában volt friss fából épült hajói és tapasztalan legénysége korlátainak. Visszahúzódott Modon kikötőjébe és a keresztények a széthúzásaik miatt képtelenek voltak lecsapni rá. 
1573-ban már össze sem állt a Szent Liga flottája, Don Juan inkább Tuniszt foglalta el, amelyet a törökök aztán a következő évben visszavettek. Velence nem akarta kockáztatni dalmáciai birtokait vagy esetleg egy itáliai török partraszállást, így felújította a tárgyalásokat a Portával. 

## Békekötés
A béketárgyalásokat az 1570 óta fogságban tartott követ, Marco Antonio Barbaro vezette. Velence belátta, hogy képtelen visszafoglalni Ciprust és elismerte a sziget elvesztését; ezenkívül 300 ezer dukátnyi hadisarcot is fizetett és elismerte a területileg nem túl lényeges, de a dalmáciai városok élelmiszerellátottsága szempontjából annál fontosabb balkáni török hódításokat is. A békeszerződést 1573. március 7-én írták alá. 
A két ország között egészen 1645-ig béke honolt, amikor is kitört a hosszú krétai háború. Ciprus 1878-ig török uralom alatt maradt, amikor is brit protektorátus alá került. 

## Fordítás
- Ez a szócikk részben vagy egészben  az   Ottoman–Venetian War (1570–73) című angol Wikipédia-szócikk ezen változatának fordításán alapul.  Az eredeti cikk szerkesztőit annak laptörténete sorolja fel. Ez a jelzés csupán a megfogalmazás eredetét és a szerzői jogokat jelzi, nem szolgál a cikkben szereplő információk forrásmegjelöléseként.